# Eten bij de buren
Eten bij de buren is een programma van de Nederlandse Moslim Omroep en is uitgezonden in het voorjaar van 2007.
In Eten bij de buren worden mensen van verschillende etnische achtergronden die bij elkaar in de buurt wonen met elkaar in contact gebracht waarna er met elkaar wordt gegeten.

## Colofon
- Producent:     Skyhigh TV
- Regie:           Jan Pool
- Montage:       Job Kaper, Dick Bogaard, Rob de Bruin
- Eindredactie: Harry van den Heuvel